# Passage d'Anegada
Ne doit pas être confondu avec Fosse d'Anegada.
Le passage d'Anegada est un détroit de 139 kilomètres de largeur séparant Virgin Gorda (îles Vierges britanniques) à l'ouest d'Anguilla (Petites Antilles) à l'est. Entre Anegada et Sombrero, à l'entrée nord-est du détroit, la distance se réduit à 89,9 kilomètres. Le détroit est situé en mer des Caraïbes et constitue un point de passage avec l'océan Atlantique. Il marque la limite entre les Petites Antilles et les Grandes Antilles. Au sud-ouest, le passage prend fin entre Sainte-Croix et l'île néerlandaise de Saba.
Dans le Nord du détroit se trouve la fosse d'Anegada, une fosse océanique.